# Teutophagie

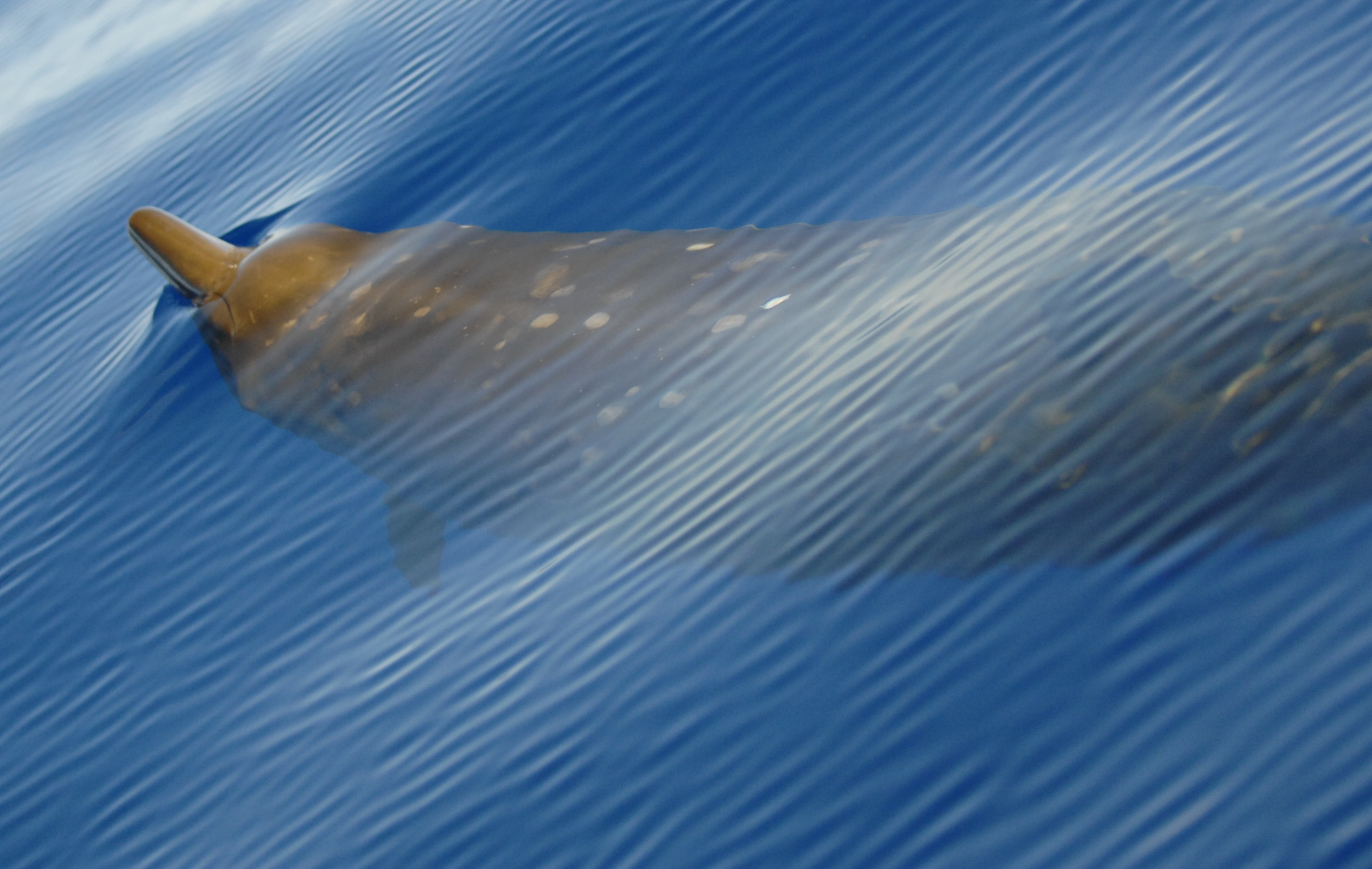
Schnabelwale wie der Blainville-Schnabelwal (Mesoplodon densirostris) haben sich auf Teutophagie spezialisiert.

Teutophagie oder Teuthophagie bezeichnet die ausschließliche oder vorwiegende Ernährung durch Kopffüßer bei verschiedenen Meeresbewohnern. Zu den teutophagen Lebewesen gehören verschiedene Wale wie die Schnabelwale und der Rundkopfdelfin sowie einige Haie und andere Fische. Substantielle Anteile finden sich außerdem bei Robben, v. a. für See-Elefanten können sie zumindest regional die Hauptnahrung sein. Teutophage Tiere zeichnen sich häufig aus durch ein relativ breites Maul sowie eine Reduktion der Zähne. Dies wird besonders deutlich bei den Schnabelwalen, die im Regelfall nur noch zwei Zähne im Unterkiefer besitzen. Teutophage Zahnwale saugen ihre Beute häufig an, anstatt sie mit den Zähnen zu ergreifen.
Der Begriff leitet sich von dem wissenschaftlichen Namen "Teuthida" der Kalmare ab, welche die häufigste Gruppe der pelagischen Kopffüßer darstellen. In der internationalen wissenschaftlichen Literatur sind sowohl die Schreibweisen mit und ohne h in "teutho-" (teutophagous) gebräuchlich. In der deutschsprachigen Literatur hat sich "teuto-" durchgesetzt.
Der Nachweis der Ernährungsweise ist nicht immer einfach. Da Kalmare kaum Hartteile besitzen und rasch verdaut werden, ist der einzige auswertbare Rest in der Regel der Schnabel, gelegentlich auch Augenlinsen.